# Letizia Colajanni
Letizia Colajanni (Caltanissetta, 4 ou 9 avril 1914 – Caltanissetta, 2 juin 2005) est une femme politique italienne.

## Biographie
Sœur du partisan et dirigeant communiste Pompeo Colajanni, petite-nièce du fondateur du Parti républicain italien Napoleone Colajanni, Letizia Colajanni est élue parmi les indépendants au conseil municipal de Caltanissetta en 1947, puis elle adhère au PCI en 1953 Le 6 novembre 1962, elle devient députée régionale en succédant, jusqu'à la clôture de la quatrième législature, à Emanuele Macaluso, démissionnaire pour siéger à la Chambre des députés,. 
Cofondatrice de l'Union des femmes en Italie, elle est à la tête de la section de Caltanissetta. Elle a été infirmière bénévole à la Croix-Rouge italienne. 